# Tundi Agardy
Tundi Agardy (Estats Units, 1957) és una conservacionista estatunidenca. És internacionalment coneguda per resoldre problemes de sostenibilitat en l'àmbit marí, i la seva àmplia experiència sobre la presa de decisions polítiques a l'Àfrica, Àsia, el Carib, el Mediterrani, Amèrica del Nord i el Pacífic. Està especialitzada en l'avaluació de serveis ecosistèmics, la planificació espacial costanera i de les àrees marines protegides, la gestió de zones pesqueres i la zonificació oceànica. Algunes de les seves obres més destacades són: Marine Protected Areas and Ocean Conservation, Ocean Zoning: Making Marine Management More Effective, i The Routledge Handbook on Ocean Management, del qual és coeditora. La Tundi és directora executiva de Sound Seas, un grup de consultoria que va fundar ella mateixa l'any 2001, i que treballa en el nexe entre ciència i política.